# 南冕座β
南冕座β,是南冕座中的一颗K型的亮巨星。视星等为4.117. 。

## 特性
南冕座β的恒星分类为K0II。距离地球大约500光年。亮度大约是太阳的620倍，表面温度为4771K。